# Eurocephalus
Az Eurocephalus a madarak (Aves) osztályának a verébalakúak (Passeriformes) rendjébe, ezen belül a gébicsfélék (Laniidae) családjába tartozó nem.

## Rendszerezés
A nembe az alábbi 2 faj tartozik
- kenyai deresgébics (Eurocephalus rueppelli)
- zambiai deresgébics (Eurocephalus anguitimens)